# Cawker City
Cawker City är en ort i Mitchell County i Kansas. Vid 2020 års folkräkning hade Cawker City 457 invånare.

## Kända personer från Cawker City
- Merwin Coad, politiker